# Olonec
Olonec (careliano livvi: Anus, Anuksenlinnu; russo: Олонец, finlandese: Aunus, Aunuksenkaupunki, Aunuksenlinna), è una città della Russia europea che sorge sul fiume Olonka, a est del Lago Ladoga nella Repubblica di Carelia, Russia. Capoluogo dell'Oloneckij rajon, secondo il censimento del 2002 la popolazione si attesta sui 10 240 abitanti, in decremento quindi dagli 11 888 censiti nel 1989.

## Storia
Olonec è il più antico insediamento documentato in Carelia, menzionato da fonti di Velikij Novgorod prima del 1137. La sua storia è oscura fino al 1649, quando una fortezza fu costruita qui per proteggere la Moscovia dagli svedesi. Lo stesso anno le vennero garantiti i diritti municipali. Fino alla Seconda guerra del nord, Olonec si sviluppò come principale mercato con la Svezia. A sud della città si distendeva una cintura di abbazie fortificate, delle quali il Monastero di Aleksandr Svirskij era il più importante.
Nel XVIII secolo l'importanza di Olonec venne spostata dal commercio alla lavorazione del ferro. Nel 1773 divenne capoluogo del governatorato di Olonec. Undici anni dopo, comunque, il capoluogo fu spostato a Petrozavodsk, e cominciò il declino della città. Olonec si classifica come una delle città storiche della Carelia, ed è l'unica città di questo territorio dove i careliani sono in maggioranza (più del 60% nel 2004). Nel 1999 la città ha celebrato il suo 350º anniversario. Tra i suoi più illustri concittadini si annovera lo scrittore Aleksej Pavlovič Čapygin, nato nel 1870.